# Molecular Crystals and Liquid Crystals
Molecular Crystals and Liquid Crystals (abgekürzt Mol. Cryst. Liq. Cryst.) ist eine 18 Mal im Jahr im Peer-Review-Verfahren bei Taylor & Francis erscheinende wissenschaftliche Fachzeitschrift. Die Zeitschrift erschien erstmals 1966 und behandelt Themen mit Bezug zu Flüssigkristallen, Molekularkristallen und niedrigdimensionalen Feststoffen. Insbesondere werden Beiträge zum elektrooptischen Verhalten, zur Thermodynamik, zu Phasenübergängen, der Struktur und Kernspinresonanzspektroskopie von Flüssigkristallen, der Spektroskopie, der Energie- und Ladungsübertragung und der Festkörperreaktionen von Molekularkristallen sowie der Struktur und der elektrischen, magnetischen und optischen Eigenschaften von niedrigdimensionalen Feststoffen veröffentlicht. Der Impact Factor lag 2022 bei 0,7.